# John Q. Tilson

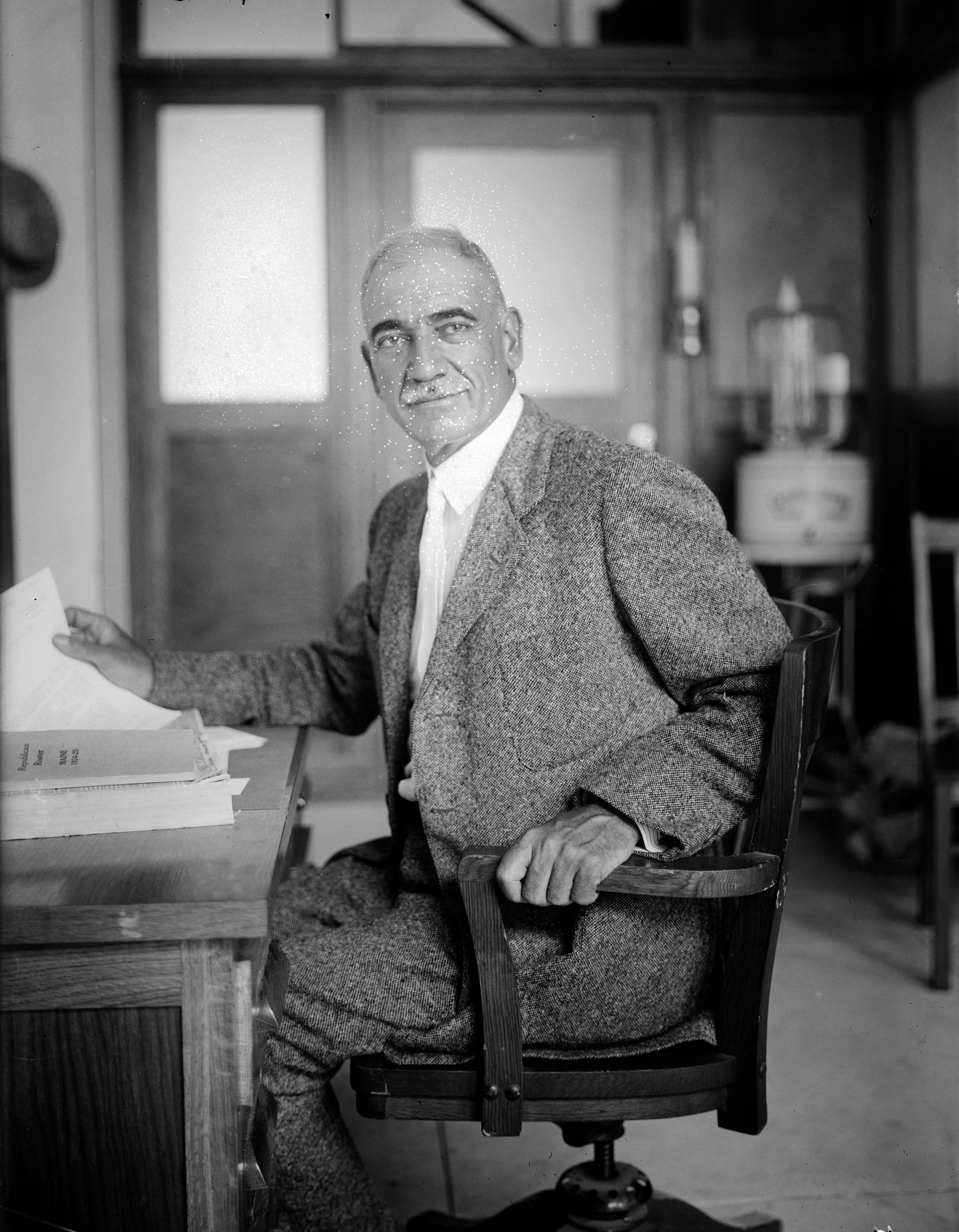
John Q. Tilson

John Quillin Tilson (* 5. April 1866 in Clearbranch, Unicoi County, Tennessee; † 14. August 1958 in New London, New Hampshire) war ein US-amerikanischer Politiker. Zwischen 1909 und 1913 sowie nochmals von 1915 bis 1932 vertrat er den Bundesstaat Connecticut im US-Repräsentantenhaus.

## Werdegang
John Tilson besuchte sowohl private als auch öffentliche Schulen in Flag Pond (Tennessee) und im Madison County in North Carolina. Danach studierte er bis 1888 am Carson-Newman College in Jefferson City (Tennessee) sowie bis 1895 an der Yale University. An dieser Universität studierte er unter anderem das Fach Jura. Nach seiner 1897 erfolgten Zulassung als Rechtsanwalt begann er in New Haven (Connecticut) in diesem Beruf zu arbeiten.
Während des Spanisch-Amerikanischen Krieges von 1898 war Tilson Leutnant in einem Infanterieregiment. Politisch wurde er Mitglied der Republikanischen Partei. Zwischen 1904 und 1908 war er Abgeordneter im Repräsentantenhaus von Connecticut; ab 1906 war er dessen Präsident. Bei den Kongresswahlen des Jahres 1908 wurde er für den fünften Abgeordnetensitz seines Staates, der damals staatsweit zur Wahl stand, in das US-Repräsentantenhaus in Washington, D.C. gewählt. Dort trat er am 4. März 1909 die Nachfolge von George L. Lilley an. Nach einer Wiederwahl im Jahr 1910 konnte er bis zum 3. März 1913 zwei Legislaturperioden im Kongress absolvieren. Im Jahr 1912 wurde er nicht bestätigt.
Im Jahr 1914 kandidierte Tilson erfolgreich im dritten Kongresswahlbezirk. Damit konnte er am 4. März 1915 den Demokraten Thomas L. Reilly ablösen. Nach acht Wiederwahlen konnte er bis zu seinem Rücktritt am 3. Dezember 1932 neun weitere zusammenhängende Legislaturperioden im Kongress verbringen. In diese Zeit fielen der Erste Weltkrieg, die bundesweite Einführung des Frauenwahlrechts und das Prohibitionsgesetz, das 1933 widerrufen wurde. Im Jahr 1916 war er kurzfristig, ungeachtet seiner Mitgliedschaft im Kongress, als Oberstleutnant der Nationalgarde von Connecticut im mexikanischen Grenzgebiet eingesetzt. Zwischen 1925 und 1931 war er Fraktionsleiter der republikanischen Fraktion und somit, da sich die Republikaner in der Mehrheit befanden, House Majority Leader. Im Juni 1932 nahm er als Delegierter an der Republican National Convention in Chicago teil, auf der Präsident Herbert Hoover für eine zweite Amtszeit nominiert wurde. Dieser unterlag allerdings bei den Wahlen dem Demokraten Franklin D. Roosevelt. Für die Wahlen des Jahres 1932 verzichtete Tilson auf eine weitere Kandidatur.
Nach seiner Zeit im Kongress arbeitete Tilson als Anwalt in Washington und New Haven. An der Yale University hielt er Vorlesungen über das Verfassungsrecht. John Tilson starb hochbetagt im Alter von 92 Jahren am 14. August 1958 in New Hampshire. Er wurde auf dem Familienfriedhof in seinem Geburtsort Clearbranch beigesetzt.